# Konkōkyō

Wappen der Konkōkyō

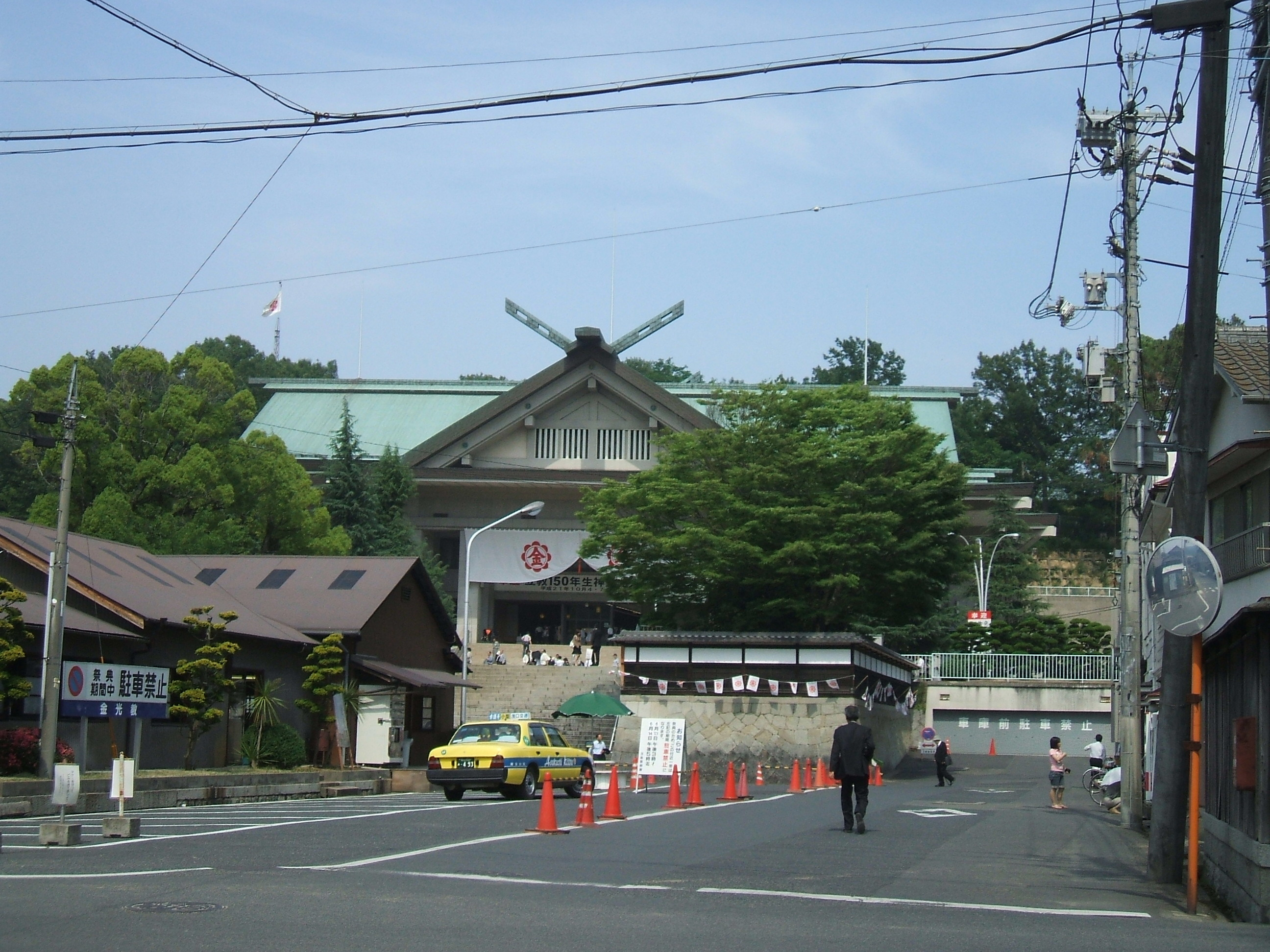
Zentrale der Konkōkyō in Ōtani, Konkō-chō, Asakuchi

Konkōkyō (japanisch 金光教) ist eine neureligiöse Bewegung in Japan, die am 15. November 1858 von dem Bauern Kawate Bunjirō (川手 文治郎) gegründet wurde, der als Konkō Daijin (金光大神) tituliert wird. Sie hat ungefähr 450.000 Mitglieder, größtenteils in Japan.

## Geschichte

### Vorgeschichte
Kawate Bunjirō wurde am 29. September 1814 im Ortsteil Kandori des Dorfes Urami (heute Teil von Konkō-chō, Asakuchi, Präfektur Okayama) als zweiter Sohn des Bauern Kandori Jūhei (香取 十平) und seiner Frau Shimo (しも) geboren. Zunächst wurde er Genshichi (源七) genannt und lebte die ersten zwölf Jahre bei seinen leiblichen Eltern.
Mit zwölf wurde er dann von der etwas wohlhabenderen aber kinderlosen Familie des Bauern Kawate Kumejiro aus dem Nachbardorf Ōtani (heute Teil von Konkō-chō, Asakuchi) adoptiert. Er nahm den Namen Kawate Bunjirō an und lebte fortan in jenem Dorf. Als er 22 wurde, starb sein Adoptivvater, worauf er zum Familienoberhaupt wurde und noch im selben Jahr ein Mädchen aus Ōtani namens Toseko zu seiner Frau machte. Drei seiner Kinder starben. Als er dann 43 Jahre alt wurde, dem japanischen Volksglauben nach ein unheilvolles Jahr im Leben eines Mannes (yakudoshi), bekam er eine starke Kehlkopfentzündung und konnte weder Schlucken noch Sprechen und man ging von seinem baldigen Tod aus. Es wurde angenommen, dass er den Gott Konjin beleidigt hatte, indem er Reparaturen an seinem Hause zu einer falschen Zeit gemacht hatte. Dies sollte der Wendepunkt in seinem Leben werden.
Nach der Entstehungsgeschichte der Konkōkyō betete Bunjirōs Schwager Jirō vor dem Familienschrein, soll von einem Geist ergriffen worden sein, worauf der todkranke Bunjirō auf Knien um Vergebung bat und später gesundete. Bunjirō identifizierte diesen Geist als den Gott Konjin und sah ihn im Gegensatz zum Volksglauben als wohlwollenden Gott, der den Menschen Glück und Schutz bringen wolle. Außerdem sei dieser Gott von den Menschen abhängig, er brauche die Menschen. Die Beziehung ist wie die zwischen Kind und Eltern, so wie die Kinder ohne Eltern nicht wären, so wären diese ohne ihre Kinder keine Eltern. Dies wurde der Grundgedanke seiner Religion.
Kawate beschloss den Gott Tenchi Kane no Kami zu nennen, „Gott des goldenen Universums“. Er selbst ging zu einem Amt und sagte, er hätte die Erlaubnis von jenem Gott bekommen, sich selbst Ikigami Konkō Daijin (wörtlich übersetzt: „lebender Gott, goldener Glanz, großer Gott“) zu nennen. Das Ikigami wurde ihm nicht gestattet, Konkō Daijin jedoch schon.
Diese Jahre seines Lebens waren von Glück und guten Ernten gezeichnet und so kam es, dass mehr und mehr Leute Konkō Daijin besuchen kamen, um ihn um Hilfe zu fragen. Dieses Hilfe-Erfragen, in dem der Konko Daijin als Mittler zwischen den um Hilfe suchenden Menschen und dem helfen wollenden Gott agiert, heißt toritsugi, der charakteristische Grundpfeiler Konkōkyōs. Am 15. November 1858 hörte er mit der Arbeit auf und widmete sich ganz seiner Aufgabe als toritsugi. Die Mitglieder Konkōkyōs sehen deshalb den 15. November als den Gründungstag ihrer Religion an.

### Von der Gründung bis 1945
Von 1858 bis zu seinem Tod 1883 praktizierte Konkō Daijin seine Religion. Viele Menschen sahen in dem neuen Glauben eine Zuflucht oder eine Bestärkung ihres Weges, beispielsweise die gerade entstandene soziale Schicht der Geschäftsleute. Für sie war Konkōkyō ein moderner Glaube, der für ihre Rolle in der Gesellschaft von Bedeutung war. Sie kamen von Osaka auf dem Seeweg, um Beratung durch Toritsugi zu suchen. Die Tatsache, dass Konkokyo selbst bei geographischer und sozialer Distanz Gehör fand, diente den Anhängern als Indiz und Garant für die universelle Bedeutung Konkōkyōs und hatte entscheidenden Einfluss auf die Entwicklung dieser Religion.
Nachdem 1905 die Dörfer Kibi (worin 1899 Ōtani aufging), Urami und Take, d. h. die Orte, an denen Konkō Daijin aufwuchs, zum Dorf Miwa zusammengelegt wurde, erhielt dieses 1923 bei seiner Aufstufung zur Kleinstadt den Namen Konkō, nach der Religion Konkōkyō. Heute ist dieses ein Stadtteil von Asakuchi.
Da das Gesetz es den Bauern verbot, in ihrem Haus Religion ohne eine Lizenz auszuüben, ließ sich Konkō Daijin, auf Drängen eines seiner Anhänger, als Shintō-Sekte eintragen, obwohl sie keinen Shintō-Gottheiten huldigten. Auf dem Papier war Konkō Daijin nun ein Shintō-Priester, doch schon bald schaffte die neue Regierung dieses System ab und forderte eine erneute Registrierung aller Shintō-Priester. Konkō Daijin verweigerte dies und übte seine Religionen bis zu seinem Tod 1883 im Geheimen aus. Zwei Jahre später gelang es seinen Anhängern, die Sekte wieder als Shintō-Sekte zu registrieren. Schließlich wurde Konkōkyō im Jahr 1900 offiziell als eigenständige Religion angesehen.
Bis zum Ende des 19. Jahrhunderts hatte Konkōkyō Anhänger in fast allen Gegenden Japans. Mit der japanischen Expansion im asiatischen Raum in der ersten Hälfte des zwanzigsten Jahrhunderts breitete sich auch das Einflussgebiet des Konkōkyō aus. Der Höhepunkt der Ausbreitung dürfte etwa 1941 gewesen, ab dann kam es zu Rückschlägen. So wurden die japanischen Konkōkyō-Priester, die sich seit über zwanzig Jahren in Nordamerika aufgehalten hatten, von den Amerikanern zu Kriegsgefangenen gemacht.
Als nach dem Kriegsende die meisten Japaner aus den besetzten Ländern wieder nach Japan zurückkehrten, verlor auch Konkokyo drastisch an Einfluss.

### Von 1945 bis heute
Im Jahr 1959 feierte die Glaubensgemeinschaft ihr hundertjähriges Bestehen. Dieser Punkt in der Geschichte Konkōkyōs markierte auch den Anfang einer zweiten internationalen Ausdehnung. Langsam, aber stetig gründeten die Anhänger Konkōkyōs Kirchen in anderen Ländern. So gab es im Jahr 2004 23 Kirchen auf dem Festland der USA (seit: 1938), auf Hawaii (seit: 1971), in Brasilien, in Paraguay (seit: 1996) und in Südkorea (seit: ca. 1990). Außerdem wurden internationale Treffen in Madrid, Paris, Frankfurt, Erlangen, Tübingen, London und Kuala Lumpur abgehalten. In Japan gab es im Jahr 2004 1.563 Kirchen und weltweit ca. 400.000 Mitglieder. Im Kontrast zu der geographischen Ausbreitung steht ein Rückgang an Mitgliedern. So waren es 1980 noch etwa 480.000, 1989 nur noch 447.759 Mitglieder.

## Organisation
Das Religionsoberhaupt (教主 kyōshū) Konkōkyōs wird Konkō-sama (金光様) genannt. Dieses wird zwar demokratisch gewählt, es wird jedoch bevorzugt, wenn dieser in einer Blutsverwandtschaft zu dem Religionsstifter steht. Nach dem Tod Konkō Daijins 1883 wurde sein Sohn Konkō Ieyoshi (金光 宅吉) das Oberhaupt. Nach nur zehn Jahren übernahm wiederum dessen 13-jähriger Sohn Konkō Setsutane (金光 攝胤) diese Aufgaben, der diese 70 Jahre lang ausführte. Nach seinem Tod 1963 übernahm sein Sohn Konkō Kagamitarō (金光 鑑太郎) das Amt. Als dieser 1991 verstarb, wurde wiederum der Sohn Konkō Heiki (金光 平輝) Oberhaupt. So ist das heutige Religionsoberhaupt Konkōkyōs der Ur-Ur-Enkel Konkō Daijins.
Konkōkyō hat heute ein mehrteiliges Administrationsbüro, seit 2002 ist der Vorstand Hajime Suzuki im Amt. Dazu untergliedert sich der Organisationsapparat der Religionsbewegung in folgende Organe: Das Konkokyo Publishing Department, die Konko Library, das Konkokyo Peace Activity Center (KPAC), das Konkokyo Research Institute, das Konkokyo Seminary, das Konkokyo International Center (KIC), die Konkokyo Propagation Centers und die Administrative Centers.
KPAC ist als NRO (Nichtregierungsorganisation) eingetragen und setzt die Mittel, die ihnen zur Verfügung stehen, international für wohltätige Zwecke ein. KPAC betreibt verschiedene Projekte in den Philippinen, Thailand, Indien, Taiwan, Afghanistan und Kambodscha, und setzten sich dort für Frauen, Kinder, Menschenrechte und medizinische Versorgung ein. So wurden im Jahr 2000 etwa 232.700 Euro für Wohltätige Projekte aufgewendet.
Allgemein sind Konkokyos missionarische Bemühungen eher zurückhaltend. Denn aggressive Kritik an anderen Religionen und damit einhergehende Missionsversuche wären mit den Grundpfeilern der Religion nicht vereinbar. Stattdessen ermuntert Konkōkyō seine Mitglieder, die Schriften anderer Religionen zu lesen. Dies, so ist man überzeugt, würde der Botschaft Konkōkyōs eher Gehör verschaffen. Denn es ist Offenheit und Toleranz, in der sich die Anhänger Konkōkyōs üben sollen. Abkehren sollen sie sich von der Diskriminierung anderer Religionen, rassischer oder geschlechtlichen Unterscheidung.

## Die Lehre
Da Konkōkyō monotheistisch ist, der im Gegensatz zum polytheistischen Shintō oder Buddhismus an nur einen Gott glaubt, wird von synkretistischen Einflüssen ausgegangen. Harry Thomsen äußert sich zu möglichen Einflüssen durch Kakure Kirishitan, dem „versteckten Christentum“ das sich nach dem Verbot des Christentums in Japan 1614 im Untergrund weiterlebte. Thomsen stellt fest, dass der Monotheismus sowie bestimmte Praktiken Konkōkyōs an das Christentum erinnern. Obwohl es nachweislich in Okayama Kakure Kirishitan gegeben hat, ist ein direkter Einfluss auf Konkokyo nicht nachgewiesen.
Unabhängig davon, ist die höchste Instanz von Konkōkyō der Gott Tenchi Kane no Kami, den „Gott des goldenen Universums“. Der Glaube an andere Shintō-Gottheiten wird nicht untersagt, da diese als Erscheinungsformen des einen Gottes gesehen werden. Auch die Beziehung, die ein Konkōkyō Anhänger zu Gott hat, ist ähnlich der des Christen zum „allmächtigen Vater.“ Im Gegensatz zum Christentum gibt es bei Konkōkyō jedoch die Vorstellung, dass Gott selbst die Menschen braucht. Seine Erfüllung ist das Glück der Menschen. In seinen Memoiren beschreibt Konkō Daijin diese Beziehung wie folgt:

“Kami exists through man and man exists through Kami. This is the same as the relationship between child and parent. Parents seek aid in their children, while children seek aid for their parents. In addition, the children seek aid in their parents, while parents seeks aid for their children. This relationship, like the heaven and earth, enables both to seek aid through aiyo kakeyo”

Aiyo kakeyo ist das Prinzip der Gegenseitigkeit. In diesem Kontext bedeutet es, dass Gott nur dann erfüllt ist, wenn der den Menschen glücklich machen kann. Die Gegenseitigkeit besteht darin, dass der Mensch nur durch Gott glücklich werden kann. Die „Gebote“ dafür sind: Habe ein ehrliches Herz, respektiere deine Eltern, halte Zorn zurück, suche Fehler bei dir und nicht bei den Anderen und vernachlässige die Arbeit nicht.
McFarland gab seinem Kapitel über Konkokyo den Titel „Konkokyo: A Functional Monotheism,“ also ein funktionaler Eingottglauben. Dass das Prinzip der Aufrichtigkeit und Ehrlichkeit der Faktor ist, welcher der Religion Konkōkyō ihren praktischen Aspekt gibt, fasst Willis Stosez in dem abschließenden Satz seiner Arbeit über Konkō Daijin zusammen:

“Sincerity provides a source of stability open both to transcendent power and to practical ameliorations. It is a principle that supports an attitude of constancy in circumstances that may be as various as the human beings in the world are various.”

## Das Toritsugi
Das Toritsugi als Begegnung mit der verehrten Gottheit ist das wesentliche Merkmal Konkōkyōs.
Das Ritual des Toritsugi wird in einer Halle, die man Hiromae nennt, durchgeführt. Der Bittsteller sitzt kniend neben dem ebenfalls knienden Priester als Mittler (toritsugisha) zu Gott. Die Position des Priesters wird Kekkai (Grenze) genannt. Links neben dem Priester sitzt nun der Gläubige, rechts, so glaubt man, die Gottheit. Nun vermittelt der Toritsugisha die Fragen der Person als Gebete an die Gottheit und gibt dem Fragenden auch so die Antworten der Gottheit weiter.
In diesem Ritual spiegelt sich im Kern das Prinzip der Gegenseitigkeit wider (aiyo kakeyo): Der Mensch braucht die Hilfe Gottes, und Gott will ihm diese Hilfe geben.

## Einordnung in den Sekten-Shintō
In den ersten Jahren praktizierte Konkō Daijin, ohne über einen rechtlichen Status zu verfügen. Um vom Staat als Priester anerkannt zu werden, ließ er sich 1867 im Shirakawa Shintō-Büro in Kyoto als Shintō-Priester eintragen. Konkokyō wurde somit offiziell zu einer Shintō-Sekte. Wegen religiöser Reformen verlor er seinen Status jedoch nach vier Jahren wieder. Erst 1885 wurde Konkōkyō erneut als Sekte des Shintō akzeptiert. Dieser Schritt wurde unternommen, um die noch junge Religion vor den Eingriffen der pro-shintoistischen Politik zu bewahren. Von 1900 bis 1946 war Konkōkyō damit eine von dreizehn unabhängigen Shintōsekten, die bei der Regierung registriert waren. Erst nach dem Ende des Zweiten Weltkriegs wurde Konkōkyō offiziell eine eigenständige Religion, was es dem Eigenverständnis nach stets war.
Die Encyclopedia of Shinto beschreibt die Konkokyō als “Shinto-derived new religion and one of the thirteen sects of prewar Shinto” (deutsch: „dem Ursprung nach shintoistische Religion und eine der dreizehn Sekten des Vorkriegs-Shintō“).